# Сатпаева, Ханиса Канышевна
Ханиса Канышевна Сатпаева (1921—2016) — советский и казахстанский врач, доктор медицинских наук, почётный профессор Казахстанского национального медицинского университета имени С. Н. Асфандиярова, заслуженный деятель науки Казахской ССР.

## Биография
Родилась 15 декабря 1921 года в рабочем поселке Карсакпай Джезказганской области. Происходит из подрода каржас рода суйиндык племени аргын.
В 1943 году — с отличием окончила Казахский государственный медицинский институт, где в дальнейшем и работала.
В 1945 году вышла замуж за поэта Кайнекея Жармагамбетова.
С 1974 по 1991 год — заведующая кафедрой нормальной физиологии АГМИ — одной из передовых кафедр института.
В течение 12 лет была деканом лечебного факультета.
В 1995 году впервые в Казахстане был издан учебник «Адам физиологиясы» («Физиология человека») для медицинских и педагогических ВУЗов на казахском языке (переиздание в 2009 году).
Под её руководством защищены 3 докторские и 8 кандидатских диссертаций.
Организатор курса валеологии во всех вузах Республики Казахстан.
Автор первой типовой программы и учебно-методического пособия по валеологии на казахском и русском языках, изданных в 1999, 2007, 2009 годах. Ею разработаны рекомендации для средних школ по валеологии.

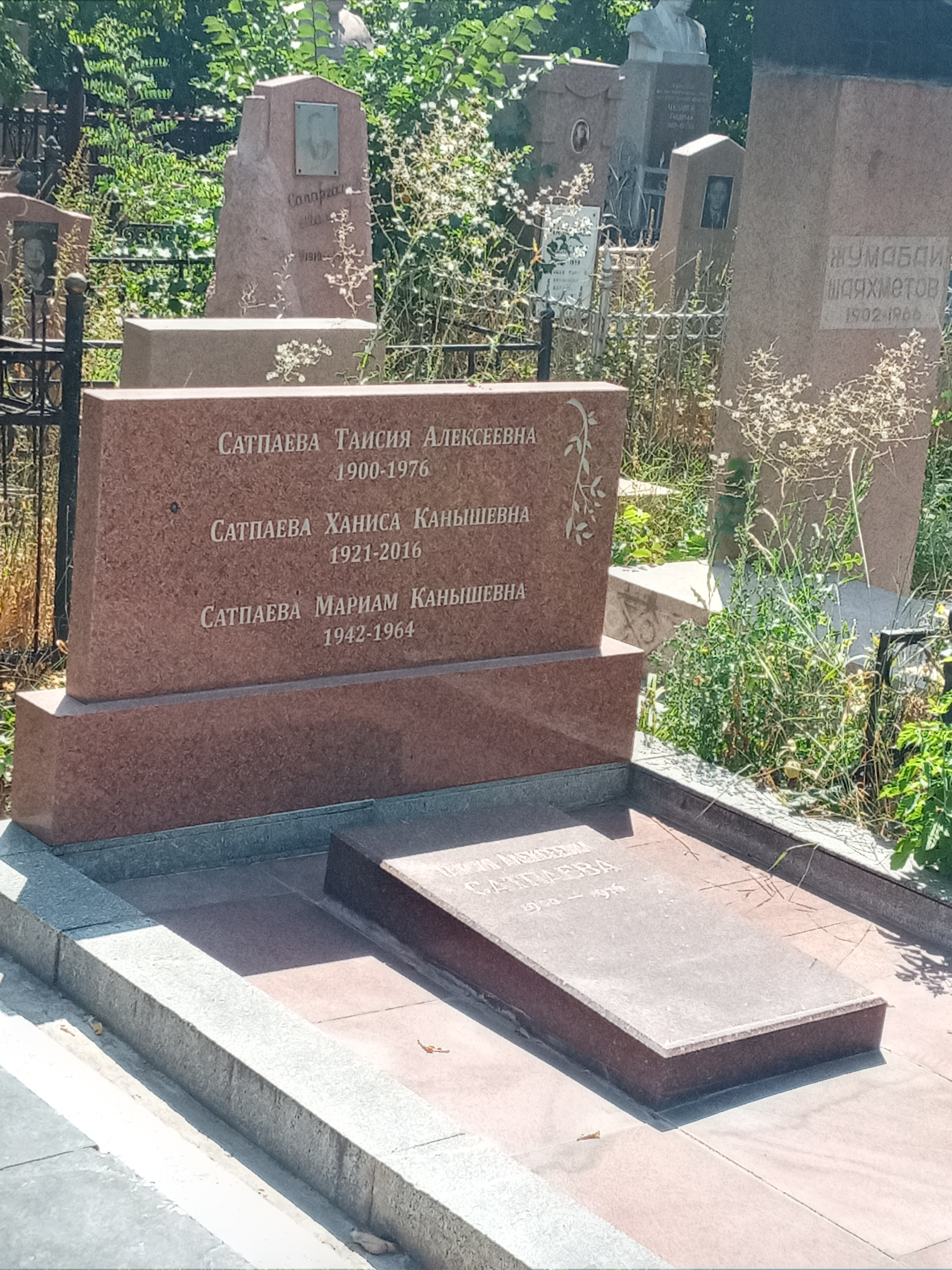
Надгробие над могилами жены Каныша Сатпая и дочерей (Ханисы)

Умерла 11 июня 2016 года, похоронена на Центральном кладбище Алматы.

### Семья
- Отец — академик Каныш Имантаевич Сатпаев (1899—1964) — советский геолог. Академик АН СССР и АН КазССР.
- Муж — Кайнекей Жармагамбетов, поэт, литературовед.
- Сын — Нурлан Жармагамбетов, директор музея Сатпаева в Алматы, кандидат филологических наук.
- Сын — Адиль Жармагамбетов.
- Дочь — Алима Каникеевна Жармагамбетова[2], доктор химических наук, профессор, многие годы была замдиректора института катализа и электрохимии имени Сокольского.

## Награды
- Орден Трудового Красного Знамени
- Орден Парасат — в честь 20-летия независимости РК и за огромный вклад в развитие страны
- Медаль «За доблестный труд в Великой Отечественной войне 1941—1945 гг.»
- Медаль имени И. П. Павлова
- Медаль имени Ахмета Байтурсынова — за издание учебника «Адам физиологиясы»
- Медаль «10 лет независимости Республики Казахстан» (2001)
- Медаль «Знак почёта»
- Медаль «Заслуженный деятель науки Казахстана» (1981)
- Значок «Отличник высшей школы СССР»
- Значок «Отличнику здравоохранения»
- почётные грамоты Президиума Верховного Совета КазССР, Министерства здравоохранения КазССР и РК, Всесоюзного физиологического общества.